# Volans
Volans (Vol), o Peixe voador, é uma constelação do hemisfério celestial sul. O genitivo, usado para formar nomes de estrelas, é Volantis.
As constelações vizinhas são Carina, Pictor, Dorado, Mensa e Chamaeleon.

## História
O nome Volans é uma forma abreviada do nome original da constelação, Piscis Volans. Volans foi uma das 12 constelações criadas por Petrus Plancius a partir de observações de Pieter Dirkszoon Keyser e Frederick de Houtman e apareceu pela primeira vez num globo celestial de 35 cm de diâmetro publicado em 1597 (ou 1598) em Amsterdã por Plancius com Jodocus Hondius. A primeira representação da constelação num altas celestial foi em Uranometria de Johann Bayer, em 1603.

## Objetos

### Estrelas
Há duas estrelas duplas na constelação que podem ser observadas utilizando um telescópio pequeno, Gamma Volantis e Epsilon Volantis. As magnitudes das estrelas de Gamma Volantis são 4 e 6, e das de Epsilon Volantis são 4 e 8
. 

### Céu profundo
Volans possui vários objetos de céu profundo. O anel de Lindsay-Shapley, categorizado com o código AM 0644-741, é uma galáxia em anel localizada a 300 milhões de anos-luz da Terra. Foi encontrada próxima à Grande Nuvem de Magalhães em 1960 e recebeu o nome de seus descobridores. Seu formato pouco usual é resultado de uma colisão ocorrida há muitos milhões de anos. O anuel azul que possui 150 mil anos-luz de diâmetro foi formado quando uma onda de choque da colisão criou o anel de estrelas azuis e quentes; o núcleo amarelo é uma fusão dos núcleos das galáxias progenitoras. NGC 2442, uma galáxia espiral, está localizada a uma distância de 50 milhões de anos-luz da Terra.